# Asami Seto
Asami Seto (瀬戸 麻沙美, Seto Asami, Saitama, 2 april 1993) is een Japans stemactrice (seiyu). Zij heeft diverse anime (zowel films als televisieseries) en videogames ingesproken.

## Filmografie

### Televisie
| Jaar | Titel                     | Rol              |
| ---- | ------------------------- | ---------------- |
| 2016 | Popin Q                   | Isumi Kominato   |
| 2019 | B-Project: Zecchō Emotion | Tsubasa Sumisora |
| 2019 | Bungo Stray Dogs 3        | Ichiyō Higuchi   |
| 2019 | Isekai Quartet            | CZ2128 Delta     |
| 2020 | Star Wars: Visions        | F                |

### Videogame
| Jaar | Titel                                 | Rol                  |
| ---- | ------------------------------------- | -------------------- |
| 2012 | Atelier Ayesha: The Alchemist of Dusk | Wilbell voll Erslied |
| 2012 | Street Fighter X Tekken               | Lilli                |

|-
|  Scarlet Nexus ||
Kasane Randall
|-